# Евартс (Кентуккі)
Евартс (англ. Evarts) — місто (англ. city) в США, в окрузі Гарлан штату Кентуккі. Населення — 859 осіб (2020).

## Географія
Евартс розташований за координатами 36°51′54″ пн. ш. 83°11′33″ зх. д. / 36.86500° пн. ш. 83.19250° зх. д. (36.864966, -83.192620).  За даними Бюро перепису населення США в 2010 році місто мало площу 1,04 км², з яких 0,99 км² — суходіл та 0,04 км² — водойми.

## Демографія
Згідно з переписом 2010 року, у місті мешкали 962 особи в 286 домогосподарствах у складі 197 родин. Густота населення становила 929 осіб/км².  Було 321 помешкання (310/км²).
Расовий склад населення:
| - 94,3 % — білих - 3,0 % — чорних або афроамериканців - 0,1 % — корінних американців - 0,1 % — азіатів |

До двох чи більше рас належало 1,8 %. Частка іспаномовних становила 1,1 % від усіх жителів.
За віковим діапазоном населення розподілялося таким чином: 15,3 % — особи молодші 18 років, 74,3 % — особи у віці 18—64 років, 10,4 % — особи у віці 65 років та старші. Медіана віку мешканця становила 37,4 року. На 100 осіб жіночої статі у місті припадало 104,7 чоловіків;  на 100 жінок у віці від 18 років та старших — 103,8 чоловіків також старших 18 років.
Середній дохід на одне домашнє господарство  становив 30 741 долар США (медіана — 19 844), а середній дохід на одну сім'ю — 34 653 долари (медіана — 22 292). Медіана доходів становила 26 667 доларів для чоловіків та 28 750 доларів для жінок. За межею бідності перебувало 43,1 % осіб, у тому числі 45,2 % дітей у віці до 18 років та 23,7 % осіб у віці 65 років та старших.
Цивільне працевлаштоване населення становило 157 осіб. Основні галузі зайнятості: освіта, охорона здоров'я та соціальна допомога — 23,6 %, науковці, спеціалісти, менеджери — 18,5 %, сільське господарство, лісництво, риболовля — 15,3 %.